# Dialektikon
Das Dialektikon (auch Dialogismus) ist eine Redefigur.
Das Dialektikon besteht aus einer Frage des Redners, auf die er jedoch keine Antwort erwartet. Vielmehr gibt der Redner stattdessen unmittelbar selbst die Antwort. Dies ermöglicht die Untermauerung oder Widerlegung von Argumenten.
Zur Verifizierung einer Behauptung wird dazu zunächst das Gegenteil angenommen und gleichzeitig in Frage gestellt. Anschließend wird durch die Verneinung des Gegenteils in der darauffolgenden Antwort das Argument durch den Redner entkräftet, was die Position desselben stärkt. Andersherum funktioniert es bei der Falsifizierung: Das zu entkräftende Argument wird über die rhetorische Frage dargestellt und anschließend als Antwort auf diese Frage als unwahr oder nichtig dargestellt.
Das Dialektikon besteht aus einer rhetorischen Frage und einer unmittelbaren Antwort. Es ist selbst wiederum Bestandteil der Hypophora.
Zu Beginn eines Essays findet man häufig eine grundsätzliche Frage, die anschließend im Laufe des Textes schrittweise beantwortet wird. Im Fazit am Ende dieses Textes findet sich so des Öfteren eine direkte Beantwortung der zu Beginn gestellten Frage. Hierbei handelt es sich jedoch nicht um ein Dialektikon, sondern um das Stilmittel der Hypophora.

## Beispiele
- Glaubst Du, dass ich in der Stadt war? Deine Mutter kann doch bestätigen, dass ich heute bei ihr war!

- Die katholische Kirche soll unumstritten sein? Natürlich nicht, denn sie hat viele dunkle Kapitel in ihrer Vergangenheit.